# Jenna Ushkowitz
Jenna Noelle Ushkowitz (kor. 제나 우슈코비츠; ur. 28 kwietnia 1986 w Seulu) – amerykańska piosenkarka, występująca w musicalach na Broadwayu oraz aktorka telewizyjna, znana głównie z roli Tiny Cohen-Chang, granej w popularnym serialu komediowym stacji FOX, Glee.

## Życiorys
Ushkowitz urodziła się 28 kwietnia 1986 roku w Seulu. Nazywała się po urodzeniu Min Ji (kor. 민지). W wieku trzech miesięcy została adoptowana przez amerykańskich rodziców pochodzenia polsko-włoskiego i irlandzko-angielskiego. Po adopcji nadano jej imię Jenna Noelle Ushkowitz. Nazwisko otrzymała od przybranego dziadka ze strony ojca, który był pochodzenia polsko-żydowskiego. Dorastała w East Meadow w Nowym Jorku i została wychowana jako katoliczka.
Ushkowitz uczęszczała do Parkway Elementary School i Holy Trinity Dieocesan High School, katolickiej szkoły w Hicksville na Long Island, która była znana z silnej edukacji teatralnej. Ukończyła liceum w 2004 roku i przeniosła się do Marymount Manhattan College, gdzie uzyskała tytuł licencjata w dziedzinie sztuki.

### Kariera
Jenna Ushkowitz rozpoczęła karierę w wieku trzech lat od udziału w Ulicy Sezamkowej. Aktywnie pracowała na scenie, grając w takich produkcjach jak Les Miserables, The King and I, Laramie Project i Spring Awakening. Ushkowitz stał się powszechnie znany z roli Tiny Cohen-Chang w popularnym muzycznym serialu telewizyjnym Glee. W 2019 roku, wraz z inną Glee Kevinem McHale, została gospodarzem podcastu Showmance na platformie PodcastOne.

### Życie prywatne

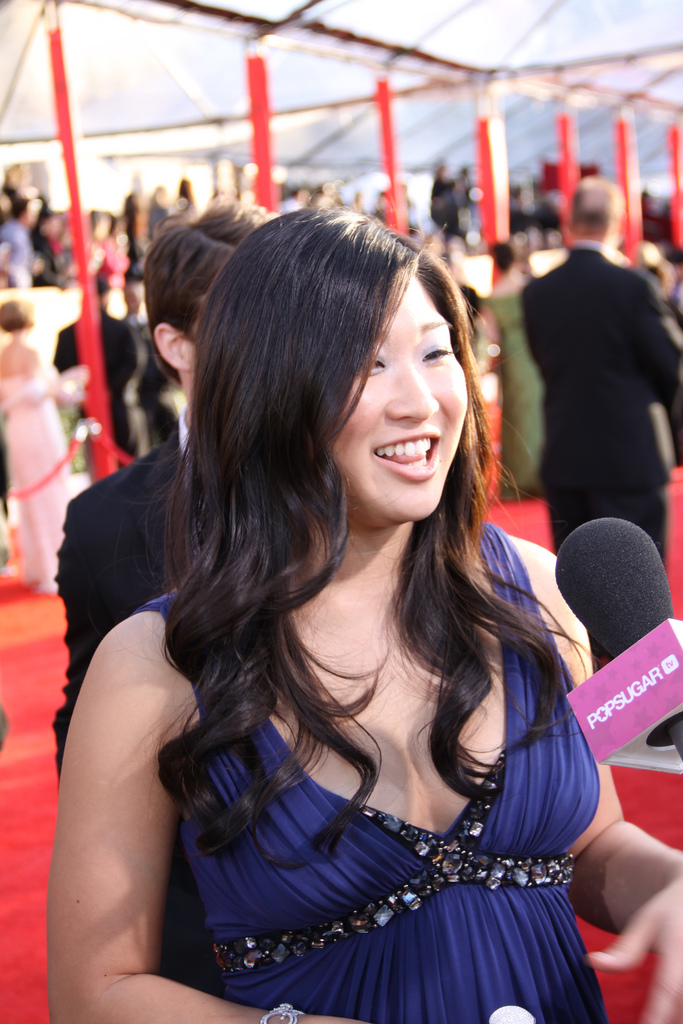
Jenna na gali SAG Awards, 2010

W 2014 roku Ushkowitz była w związku z aktorem Pamiętniki wampirów, Michaelem Trevino. W 2015 roku para rozstała się. W sierpniu 2020 roku ogłosiła zaręczyny ze swoim chłopakiem Davidem Stanleyem. Ushkowitz i Stanley pobrali się 24 lipca 2021. W czerwcu 2022 roku urodziła córkę.
W 2008 roku wzięła udział w kampanii społecznej sprzeciwiającej się wprowadzeniu w amerykańskim stanie Kalifornia poprawki legislacyjnej zamykającej drogę parom jednopłciowym do zawierania małżeństw (tzw. Propozycja 8).
Ushkowitz współpracował również z NYCLASS, organizacją zajmującą się prawami zwierząt i Oceaną, organizacją zajmującą się ochroną oceanów. Latem 2015 r. Odbyła tournée po Wyspach Normandzkich z firmą Oceana, aby zwiększyć świadomość przełowienia ryb pastewnych i ich wpływu na przeżycie. W tym samym roku była gospodarzem Nautica Oceana Beach House 2015. Podjęła również wysiłki w celu podniesienia świadomości na temat zmniejszającej się populacji lwów morskich w Kalifornii, która była spowodowana przełowieniem ryb paszowych.

## Filmografia
| Rok         | Tytuł                      | Rola                      | Notka |
| ----------- | -------------------------- | ------------------------- | --- |
| 1988        | Ulica Sezamkowa            | Ona sama                  | Jenna wystąpiła w piosence otwierającą bajkę.                                                                                       |
| 1988        | Reading Rainbow            | Ona sama                  | |
| 1988        | As the World Turns         | Ona sama                  | |
| 1989        | Babyface                   | Ona sama                  | Jej niezależny film |
| 1990        | Yankees on Deck            | Ona sama                  | Jenna jako gospodarz Yankees on Deck.                                                                                               |
| 2001        | Educated                   | Wendy                     | Jej niezależny film |
| 2007        | Nie ma to jak hotel        | Skrzypaczka               | Rola drugorzędna |
| 2009 – 2015 | Glee                       | Tina Cohen-Chang          | Nominowana—Teen Choice Award for Choice Music: Group (2010) (razem z obsadą Glee) Glee Sezon 1, 22 Odcinki Glee Sezon 2, 22 Odcinki |
| 2011        | The Glee Project           | Ona sama                  | Jenna byłą jurorką w odcinku 8, Believability.                                                                                      |
| 2011        | Glee: The 3D Concert Movie | Tina Cohen-Chang/Ona sama | |

## Nagrody
- Nagroda Gildii Aktorów Ekranowych
  - Wygrana: SAG Najlepszy zespół aktorski w serialu komediowym lub musicalu
  - (2009) za Glee